# Чаривное (Запорожская область)
Чаривное (укр. Чарівне) — село,
Мирненский сельский совет,
Гуляйпольский район,
Запорожская область,
Украина.
Население по переписи 2001 года составляло 126 человек.

## Географическое положение
Село Чаривное находится в междуречье рек Жеребец и Конка.
По селу протекает пересыхающий ручей. К западу от села на ручье создано несколько небольших прудов.
На север из села выходит грунтовая дорога в Гуляйпольское, на восток — асфальтированная дорога в Мирное.

## История
- В 1970-е—1980-е годы село входило в Комсомольский сельский совет Гуляйпольского района[3].
- К началу 1990-х годов в селе работали птицефабрика и овцетоварная ферма[1].

## Улицы
В селе две улицы, 40 Лет Победы и Вишнёвая.

## Достопримечательности
- Памятник погибшим в Великой Отечественной войне.